# Regering-Rogier I
De regering-Rogier I (12 augustus 1847 - 31 oktober 1852) was een Belgische regering. Deze werd tot stand gebracht door de Liberale Partij. Ze volgde de regering-De Theux de Meylandt I op en werd opgevolgd door de regering-De Brouckère. Geconfronteerd met de Volkslente van 1848, slaagde deze regering erin een revolutie in België te voorkomen door een reeks hervormingen door te voeren, waaronder een hervorming van het kiesstelsel.

## Formatie
Bij de verkiezingen van 8 juni 1847 veroverden de liberalen een parlementaire meerderheid en op 12 juni nam de katholieke regering-De Theux de Meylandt II ontslag. De verwachting toen was dat er een homogene liberale regering zou gevormd worden, maar dat was moeilijk aangezien de liberalen geen meerderheid hadden in de Senaat.
Koning Leopold I gaf aan de liberaal Charles Rogier de opdracht om terug een unionistische regering te vormen, maar daar waren liberalen noch katholieken bereid toe. Na een politieke crisis van twee maanden kwam er op 12 augustus 1847 uiteindelijk toch een liberale regering onder leiding van Charles Rogier uit de bus. Deze regering kondigde aan om het programma van de Liberale Partij uit te voeren. De drie hoofdpunten van dit programma waren de onafhankelijkheid van de civiele macht, de hervorming van het kiesstelsel en de liberalisering van het douanestelsel.

## Verloop

### Hervorming kiesstelsel
De regering-Rogier I kreeg te kampen met een financiële crisis en die dreigde in 1848 voor revolutie te zorgen, zoals in andere Europese landen zoals Frankrijk of Duitsland (het revolutiejaar 1848). Om revolutie in België te vermijden diende daarom Rogier op 26 februari 1848 een wetsontwerp in die de kiescijns om te mogen stemmen verlaagde en gelijkvormig maakte (zie stemrecht in België). Na goedkeuring door het parlement werd dit de wet van 12 maart 1848. Ook kwam er de wet van 26 mei 1848 die onverenigbaarheden vastlegde: de cumul van magistraat, hoge officier en provinciegouverneur met een parlementair mandaat werd hiermee verboden. Dankzij de cijnshervorming behaalden de liberalen een overwinning bij de verkiezingen van 1848.

### Financiële crisis
Om de financiële crisis op te lossen richtte de regering de Nationale Bank van België op, die in 1850 van start ging. Op 20 september 1851 kwam er bovendien een vrijhandelsakkoord met Nederland en er kwamen onderwijshervormingen ten voordele van het vrij onderwijs.
Om verdere inkomsten te bekomen in de financiële crisis, diende minister van Financiën Frère-Orban in 1851 een wetsontwerp in om successierechten in te voeren. De tegenstand in de Kamer was zo groot dat Rogier het ontslag van zijn regering indiende op 16 mei 1851. Bij gebrek aan alternatief, verzocht de Koning aan de regering om aan te blijven. Na uiteindelijke goedkeuring in de Kamer, was de Senaat een nog grotere uitdaging. De Senaat diende zelfs ontbonden en volledig vernieuwd te worden in september 1851 om voldoende steun onder senatoren te verkrijgen. Uiteindelijk zag de successiewet van 17 december 1851 het licht.

### Oprichting instellen
Deze regering was meester in het oprichten of verbeteren van verschillende instellingen. De spoorwegen waren het belangrijkste werk van Charles Rogier. Hij begon dit project ter verbetering van de spoorwegen in 1834 en voltooide het met hervormingen. Hij wijzigde een hele reeks verordeningen betreffende de speciale dienst voor het vervoer van goederen en bagage.
Daarnaast investeerde de regering ook in de oprichting van instellingen zoals een Speciaal Bureau voor Vlaamse Aangelegenheden, dat belast werd met de studie en de oplossing van het probleem van de verarming van Vlaanderen. Het beleid van de regering was erop gericht de Vlaamse economie nieuw leven in te blazen door een beleid van grote werken in te voeren.

### Onderwijs
Op onderwijsvlak werd de Organieke Wet van 1 juni 1850 op het middelbaar onderwijs ingevoerd. De liberale regering trachtte hiermee het officieel onderwijs uit te breiden en de invloed van de geestelijkheid te beperken. Dit kadert in wat later de schoolstrijd zou worden.

### Ontslag
Bij de verkiezingen van juni 1852 kenden de liberalen een nederlaag, waarna Rogier op 28 september 1852 zijn ontslag indiende als voorzitter van de ministerraad.

## Samenstelling
De regering telde zes ministers.
| Ambtsbekleder                 | Ambtsbekleder                    | Ambtsbekleder                             | Functie                       | Termijn                             | Partij                       |
| ----------------------------- | -------------------------------- | ----------------------------------------- | ----------------------------- | ----------------------------------- | ---------------------------- |
|                               |                                  | Charles Rogier (1800-1885)                | Minister Binnenlandse Zaken   | 12 augustus 1847 - 31 oktober 1852  | Liberale Partij              |
| Minister ad interim Oorlog    | 15 juli 1850 - 12 augustus 1850  | Charles Rogier (1800-1885)                |                               |                                     | Liberale Partij              |
| Minister ad interim Oorlog    | 20 januari 1851 - 13 juni 1851   | Charles Rogier (1800-1885)                |                               |                                     | Liberale Partij              |
|                               |                                  | Constant-Ernest d'Hoffschmidt (1804-1873) | Minister Buitenlandse Zaken   | 12 augustus 1847 - 31 oktober 1852  | Liberale Partij              |
|                               |                                  | François-Philippe de Haussy (1789-1869)   | Minister Justitie             | 12 augustus 1847 - 12 augustus 1850 | Liberale Partij              |
|                               |                                  | Victor Tesch (1812-1892)                  | Minister Justitie             | 12 augustus 1850 - 31 oktober 1852  | Liberale Partij              |
|                               |                                  | Walthère Frère-Orban (1812-1896)          | Minister Openbare Werken      | 12 augustus 1847 - 18 juli 1848     | Liberale Partij              |
| Minister ad interim Financiën | 28 mei 1848 - 18 juli 1848       | Walthère Frère-Orban (1812-1896)          | Liberale Partij               |                                     |                              |
| Minister Financiën            | 18 juli 1848 - 17 september 1852 | Walthère Frère-Orban (1812-1896)          | Liberale Partij               |                                     |                              |
|                               |                                  | Félix Chazal (1808-1892)                  | Minister Oorlog               | 12 augustus 1847 - 15 juli 1850     | extraparlementair (liberaal) |
|                               |                                  | Mathieu Brialmont (1789-1885)             | Minister Oorlog               | 12 augustus 1850 - 20 januari 1851  | extraparlementair (liberaal) |
|                               |                                  | Prosper Anoul (1792-1862)                 | Minister Oorlog               | 13 juni 1851 - 31 oktober 1852      | extraparlementair (liberaal) |
|                               |                                  | Laurent Veydt (1800-1877)                 | Minister Financiën            | 12 augustus 1847 - 28 mei 1848      | Liberale Partij              |
|                               |                                  | Hippolyte Rolin (1804-1888)               | Minister Openbare Werken      | 18 juli 1848 - 12 augustus 1850     | extraparlementair (liberaal) |
|                               |                                  | Emile Van Hoorebeke (1816-1884)           | Minister Openbare Werken      | 12 augustus 1850 - 31 oktober 1852  | Liberale Partij              |
|                               |                                  | Charles Liedts (1802-1878)                | Minister ad interim Financiën | 17 september 1852 - 31 oktober 1852 | extraparlementair (liberaal) |

### Herschikkingen
- Op 28 mei 1848 neemt Laurent Veydt ontslag als minister van Financiën. Zijn bevoegdheid wordt overgedragen aan de minister van Openbare Werken Walthère Frère-Orban. Hij staat zijn bevoegdheid af aan de nieuwe minister Hippolyte Rolin.
- Op 15 juli 1850 neemt Pierre Chazal ontslag als minister van Oorlog. Zijn bevoegdheid wordt ad interim overgenomen door Charles Rogier.
- Op 12 augustus 1850 neemt François de Haussy ontslag als minister van Justitie en wordt opgevolgd door Victor Tesch. Ook Hippolyte Rolin neemt ontslag als minister van Openbare Werken en wordt opgevolgd door Emile Van Hoorebeke. Mathieu Brialmont wordt minister van Oorlog.
- Op 20 januari 1851 neemt Mathieu Brialmont ontslag als minister van Oorlog en wordt opgevolgd ad interim opgevolgd door Charles Rogier.
- Op 13 juni 1851 wordt Victor Anoul minister van Oorlog.
- Op 17 september 1852 neemt Walthère Frère-Orban ontslag als minister van Financiën en wordt ad interim opgevolgd door Charles Liedts.